# شار مغناطیسی

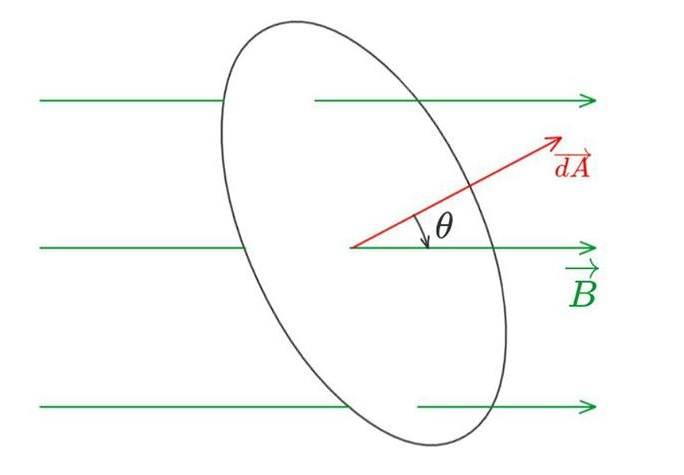
تصویر مربوط به شار مغناطیسی ‌‌‌‌‌‌

در فیزیک، شار مغناطیسی (به انگلیسی: Magnetic Flux) مؤلفه‌هایی از میدان مغناطیسی {\displaystyle B} است که از سطح مشخصی با مساحت {\displaystyle {A}} می‌گذرد. شار مغناطیسی با {\displaystyle {\Phi }} یا {\displaystyle {\Phi _{B}}} (فی، فای، یا فایِ بی) نشان داده‌می‌شود.
یکای شار مغناطیسی وِبِر {\displaystyle {Wb}} است ({\displaystyle {Wb=V.s}}). 
شار مغناطیسی از رابطه زیر محاسبه می‌شود:
{\displaystyle \Phi _{m}=\int \!\!\!\!\int _{S}\mathbf {B} \cdot d\mathbf {S} \,}
اگر میدان مغناطیسی یک‌نواخت باشد، انتگرال به معادله زیر ساده می‌شود.
{\displaystyle {\Phi }={\mathbf {B} \mathbf {A} \cos \theta }}
که در آن {\displaystyle {\theta }} زاویه نیم خط عمود بر سطح و میدان مغناطیسی است، {\displaystyle {\mathbf {A} }} سطح مقطع بر حسب مترمربع و {\displaystyle {\mathbf {B} }} چگالی شار مغناطیسی بر حسب تسلا است.
تغییر شار گذرنده از مدار بسته باعث جریان القایی در آن می‌شود.